# Gościeradów Plebański
Gościeradów Plebański is een dorp in het Poolse woiwodschap Lublin, in het district Kraśnicki. De plaats maakt deel uit van de gemeente Gościeradów.